# Halabiyeh

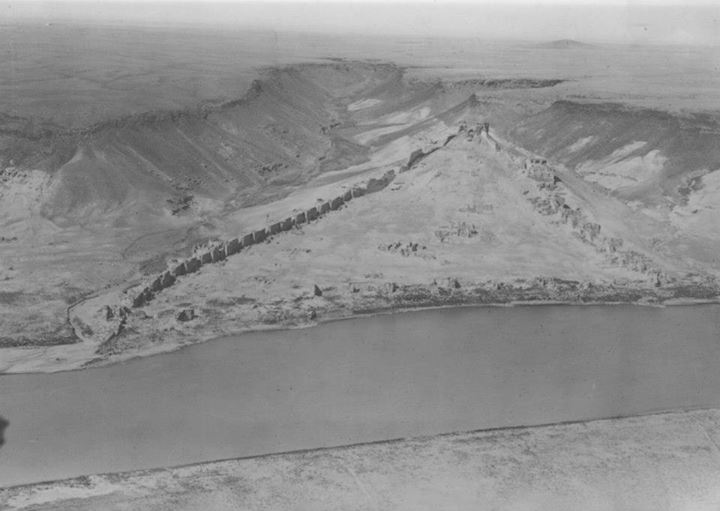
Luchtfoto van Halabiye met de Eufraat onder in de foto

De vesting van Halabiyeh is een acheologische site in Syrië, gelegen tussen de steden Ar-Raqqah en Deir ez-Zor. Ze werd gebouwd aan de rechteroever van de Eufraat toen het koninkrijk Palmyra in 266 de controle over de regio overnam. De Romeinen veroverden de vesting op Zenobia, herbouwden en versterkten ze. Keizer Justinianus (517 –565) liet de vesting een tweede maal versterken in zijn strijd tegen de Sassaniden. In 610 werd Syria door de Sassaniden bezet en Halabiyeh werd veroverd. 15 jaar later namen de Arabieren de regio over en was de Eufraat niet langer grensgebied. Halabiyeh werd verlaten.
Wat rest zijn delen van de stadswallen, enkele torengraven en de resten van de thermen. Indrukwekkend is de hooggelegen citadel en het praetorium (kazerne) uit de Byzantijnse tijd.
Op de linkeroever van de Eufraat bevindt zich, op loopafstand van Halabiyeh, een tweede vesting Zalabiye.